# Planes marinus
Planes marinus är en kräftdjursart som beskrevs av M. J. Rathbun 1914. Planes marinus ingår i släktet Planes och familjen ullhandskrabbor. Inga underarter finns listade i Catalogue of Life.